# Kreuzerhöhungskirche (Františkovy Lázně)

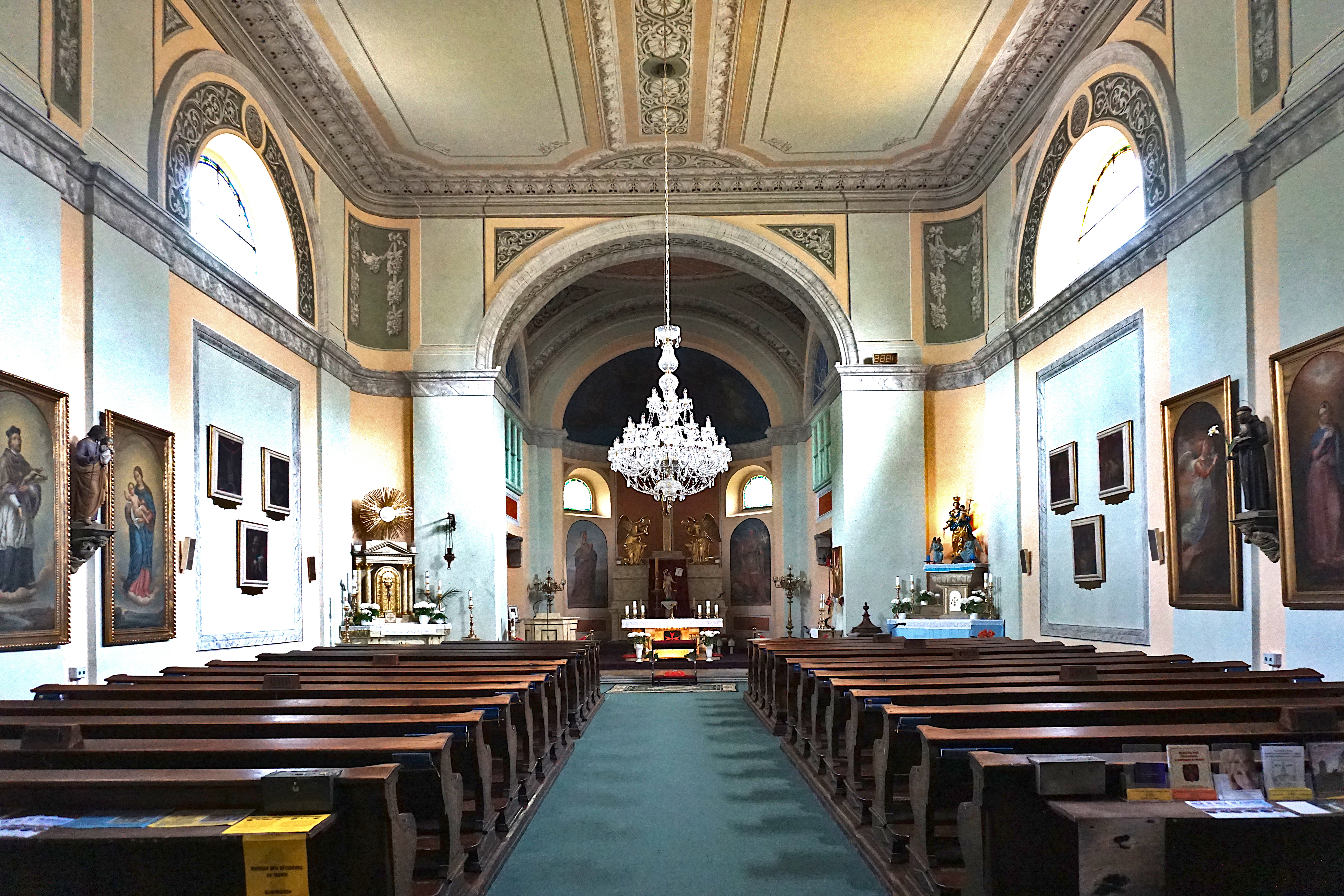
Innenraum der Kreuzkirche (2025)

Die Kreuzerhöhungskirche in Františkovy Lázně (Franzensbad) in Tschechien ist ein klassizistischer Sakralbau, der von 1815 bis 1820 wurde. Seit 1992 ist sie auch ein Kulturdenkmal.